# Colonia del Carmen, Morelos
Colonia del Carmen är en ort i Mexiko.   Den ligger i kommunen Tepoztlán och delstaten Morelos, i den sydöstra delen av landet, 50 km söder om huvudstaden Mexico City. Colonia del Carmen ligger 1 659 meter över havet och antalet invånare är 458.
Terrängen runt Colonia del Carmen är kuperad söderut, men norrut är den bergig. Terrängen runt Colonia del Carmen sluttar söderut. Runt Colonia del Carmen är det ganska tätbefolkat, med 179 invånare per kvadratkilometer. Närmaste större samhälle är Cuernavaca, 18,1 km väster om Colonia del Carmen. I omgivningarna runt Colonia del Carmen växer huvudsakligen savannskog.